# Stavhopp för damer i friidrott vid olympiska sommarspelen 2024
Damernas stavhopp vid olympiska sommarspelen 2024 avgjordes den 5 och 7 augusti 2024 på Stade de France i Frankrike. 32 idrottare från 18 nationer deltog i tävlingen. Det var 7:e gången grenen fanns med i ett OS och den har funnits med i varje OS sedan 2000.

Video på finalens höjdpunkter.

Två av medaljörerna från förra OS återvände, den regerande mästaren Katie Nageotte som nu är gift och tävlade som Katie Moon, och bronsmedaljören Holly Bradshaw. Ryska idrottare var inte inbjudna till dessa olympiska spel, vilket eliminerade silvermedaljören Anzhelika Sidorova. 2023 års världsmästare Nina Kennedy, som delade guldet med Moon, och bronsmedaljören Wilma Murto var också på plats.
Guldet gick till Kennedy som klarade av 4,90 meter på första försöket, silvret gick till Moon som tog sig över 4,85 vid andra försöket och bronset togs av Newman som också klarade av 4,85 vid andra försöket men hade en tidigare rivning vid 4,60.
| Spel           | Guld                    | Silver         | Brons                |
| Stavhopp damer | Nina Kennedy Australien | Katie Moon USA | Alysha Newman Kanada |

## Kvalificering till OS-grenen
Kvalificeringsperioden för damernas stavhopp var mellan 1 juli 2023 och 30 juni 2024. 32 idrottare kvalificerade sig till evenemanget, med högst tre idrottare per nation, genom att klara av kvalificeringsstandarden 4,73 meter eller genom sin världsranking i friidrott för denna gren.

## Schema
Alla tider är CET.
| Datum          | Tid   | Omgång |
| -------------- | ----- | ------ |
| 5 augusti 2024 | 10:40 | Kval   |
| 7 augusti 2024 | 19:00 | Final  |

## Rekord
Innan tävlingens start fanns följande rekord:
| Rekord           | Idrottare               | Höjd | Plats           | Datum           |
| ---------------- | ----------------------- | ---- | --------------- | --------------- |
| Världsrekord     | Yelena Isinbayeva (RUS) | 5,06 | Zürich, Schweiz | 28 augusti 2009 |
| Olympiskt rekord | Yelena Isinbayeva (RUS) | 5,05 | Peking, Kina    | 18 augusti 2008 |

| Område                                   | Höjd      | Idrottare         | Nation      |
| ---------------------------------------- | --------- | ----------------- | ----------- |
| Afrika                                   | 4,42      | Elmarie Gerryts   | Sydafrika   |
| Asien                                    | 4,72      | Li Ling           | Kina        |
| Europa                                   | 5,06 0VR0 | Yelena Isinbayeva | Ryssland    |
| Nordamerika, Centralamerika och Karibien | 5,03      | Jennifer Suhr     | USA         |
| Oceanien                                 | 4,94      | Eliza McCartney   | Nya Zeeland |
| Sydamerika                               | 4,87      | Fabiana Murer     | Brasilien   |

## Resultat
Noteringarnas förklaring finns längst ner.

### Kval
De som klarade av kvalgränsen 4,70 meter 0Q0 eller hamnade på de 12 första platserna 0q0 gick till final.
| Rank | Grupp | Idrottare            | Nation         | 4,20 | 4,40 | 4,55 | Höjd | Noteringar |
| ---- | ----- | -------------------- | -------------- | ---- | ---- | ---- | ---- | ---------- |
| 1    | A     | Roberta Bruni        | Italien        | o    | o    | o    | 4,55 | 0q0        |
| 1    | A     | Nina Kennedy         | Australien     | o    | o    | o    | 4,55 | 0q0        |
| 1    | B     | Elisa Molinarolo     | Italien        | o    | o    | o    | 4,55 | 0q0        |
| 1    | B     | Katie Moon           | USA            | o    | o    | o    | 4,55 | 0q0        |
| 1    | A     | Angelica Moser       | Schweiz        | o    | o    | o    | 4,55 | 0q0        |
| 1    | A     | Amálie Švábíková     | Tjeckien       | o    | o    | o    | 4,55 | 0q0        |
| 7    | A     | Elina Lampela        | Finland        | o    | xo   | o    | 4,55 | 0q0        |
| 7    | A     | Alysha Newman        | Kanada         | o    | xo   | o    | 4,55 | 0q0        |
| 9    | B     | Eliza McCartney      | Nya Zeeland    | –    | o    | xo   | 4,55 | 0q0        |
| 9    | B     | Wilma Murto          | Finland        | –    | o    | xo   | 4,55 | 0q0        |
| 9    | A     | Katerina Stefanidi   | Grekland       | o    | o    | xo   | 4,55 | 0q0        |
| 12   | B     | Ariadni Adamopoulou  | Grekland       | o    | o    | xxx  | 4,40 | 0q0        |
| 12   | B     | Imogen Ayris         | Nya Zeeland    | o    | o    | xxx  | 4,40 | 0q0        |
| 12   | B     | Marie-Julie Bonnin   | Frankrike      | o    | o    | xxx  | 4,40 | 0q0        |
| 12   | A     | Ninon Chapelle       | Frankrike      | o    | o    | xxx  | 4,40 | 0q0        |
| 12   | A     | Anjuli Knäsche       | Tyskland       | o    | o    | xxx  | 4,40 | 0q0        |
| 12   | A     | Olivia McTaggart     | Nya Zeeland    | o    | o    | xxx  | 4,40 | q          |
| 12   | B     | Robeilys Peinado     | Venezuela      | o    | o    | xxx  | 4,40 | 0q0        |
| 12   | B     | Lene Onsrud Retzius  | Norge          | o    | o    | xxx  | 4,40 | 0q0        |
| 12   | B     | Tina Šutej           | Slovenien      | o    | o    | xxx  | 4,40 | 0q0        |
| 21   | A     | Juliana Campos       | Brasilien      | xxo  | o    | xxx  | 4,40 |            |
| 22   | B     | Brynn King           | USA            | o    | xo   | xxx  | 4,40 |            |
| 22   | B     | Niu Chunge           | Kina           | o    | xo   | xxx  | 4,40 |            |
| 22   | A     | Bridget Williams     | USA            | o    | xo   | xxx  | 4,40 |            |
| 25   | A     | Hanga Klekner        | Ungern         | xo   | xo   | xxx  | 4,40 |            |
| 26   | B     | Anicka Newell        | Kanada         | o    | xxo  | xxx  | 4,40 |            |
| 27   | B     | Pascale Stöcklin     | Schweiz        | o    | xxx  |      | 4,20 |            |
| 28   | A     | Holly Bradshaw       | Storbritannien | xo   | xxx  |      | 4,20 |            |
| 29   | B     | Molly Caudery        | Storbritannien | –    | –    | xxx  |      | 0NM0       |
| –    | A     | Eleni-Klaoudia Polak | Grekland       | o    | xxx  |      | 4,20 | 0DSQ0      |

### Final
| Rank | Atlet                | Nation      | 4,40 | 4,60 | 4,70 | 4,80 | 4,85 | 4,90 | 4,95 | Resultat | Noteringar |
| ---- | -------------------- | ----------- | ---- | ---- | ---- | ---- | ---- | ---- | ---- | -------- | ---------- |
| 1    | Nina Kennedy         | Australien  | o    | o    | xo   | o    | o    | o    | xr   | 4,90     | 0SB0       |
| 2    | Katie Moon           | USA         | o    | o    | o    | o    | xo   | x-   | xx   | 4,85     | = 0SB0     |
| 3    | Alysha Newman        | Kanada      | o    | xo   | o    | o    | xo   | xxx  |      | 4,85     | 0NR0       |
| 4    | Angelica Moser       | Schweiz     | o    | o    | o    | o    | xx-  | x    |      | 4,80     |            |
| 5    | Amálie Švábíková     | Tjeckien    | o    | o    | xo   | xxo  | xxx  |      |      | 4,80     | 0NR0       |
| 6    | Eliza McCartney      | Nya Zeeland | –    | o    | o    | xxx  |      |      |      | 4,70     |            |
| 6    | Elisa Molinarolo     | Italien     | o    | o    | o    | xxx  |      |      |      | 4,70     | 0PB0       |
| 6    | Wilma Murto          | Finland     | o    | o    | o    | xxx  |      |      |      | 4,70     |            |
| 9    | Aikaterini Stefanidi | Grekland    | xo   | o    | o    | xxx  |      |      |      | 4,70     |            |
| 10   | Robeilys Peinado     | Venezuela   | o    | xo   | xxx  |      |      |      |      | 4,60     | 0SB0       |
| 11   | Marie-Julie Bonnin   | Frankrike   | xo   | xo   | xxx  |      |      |      |      | 4,60     |            |
| 12   | Imogen Ayris         | Nya Zeeland | xxo  | xo   | xxx  |      |      |      |      | 4,60     | 0PB0       |
| 13   | Olivia McTaggart     | Nya Zeeland | o    | xxo  | xxx  |      |      |      |      | 4,60     |            |
| 14   | Roberta Bruni        | Italien     | o    | xxx  |      |      |      |      |      | 4,40     |            |
| 14   | Ninon Chapelle       | Frankrike   | o    | xxx  |      |      |      |      |      | 4,40     |            |
| 14   | Anjuli Knäsche       | Tyskland    | o    | xxx  |      |      |      |      |      | 4,40     |            |
| 14   | Elina Lampela        | Finland     | o    | xxx  |      |      |      |      |      | 4,40     |            |
| 18   | Lene Onsrud Retzius  | Norge       | xo   | xxx  |      |      |      |      |      | 4,40     |            |
| 19   | Tina Šutej           | Slovenien   | xxo  | xxx  |      |      |      |      |      | 4,40     |            |
| –    | Ariadni Adamopoulou  | Grekland    |      |      |      |      |      |      |      |          | 0DNS0      |